# Cathédrale Saint-Alexandre de Bergame
La cathédrale Saint-Alexandre (italien : cattedrale di Sant'Alessandro) ou cathédrale de Bergame  (italien : duomo di Bergamo) est une cathédrale catholique romaine dédiée à Alexandre de Bergame, saint-patron de la ville de Bergame en Lombardie.
Elle est le siège du diocèse de Bergame.

## Historique
Dès le IXe siècle, existaient deux cathédrales dans la ville de Bergame. L'une était la basilique Saint-Alexandre, située à l'endroit supposé de son martyre, l'autre était la cathédrale Saint-Vincent située sur le site de l'actuel édifice.
En 1561, les Vénitiens détruisirent la cathédrale Saint-Alexandre. C'est finalement au XVIIe siècle qu'une bulle du pape Innocent XI établit un même chapitre et une seule cathédrale.
En 1689, la structure a été rénovée par Carlo Fontana. Une autre rénovation importante entreprise au XIXe siècle, a principalement apporté la façade néo-classique (1889).

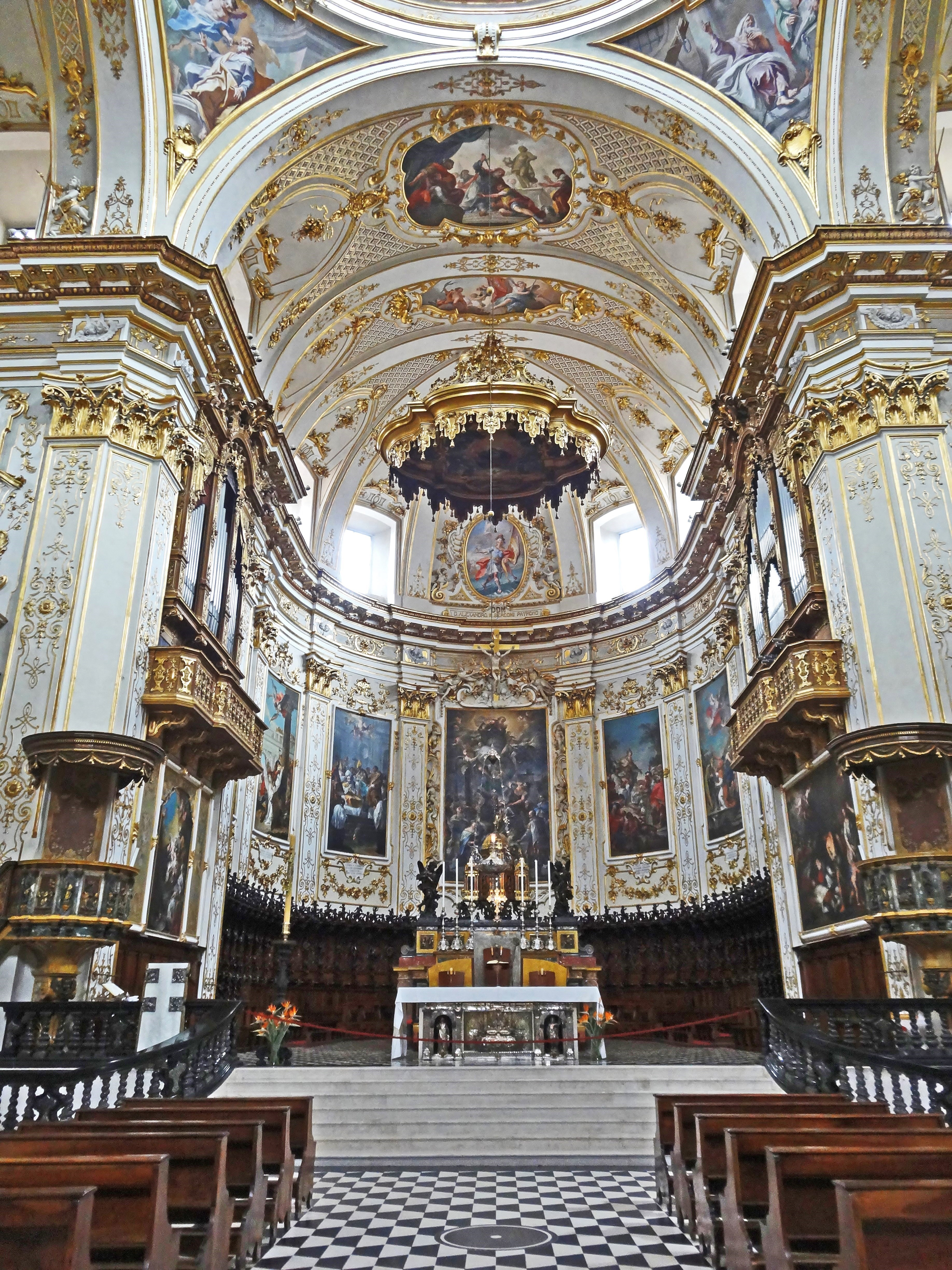
la nef et le chœur.
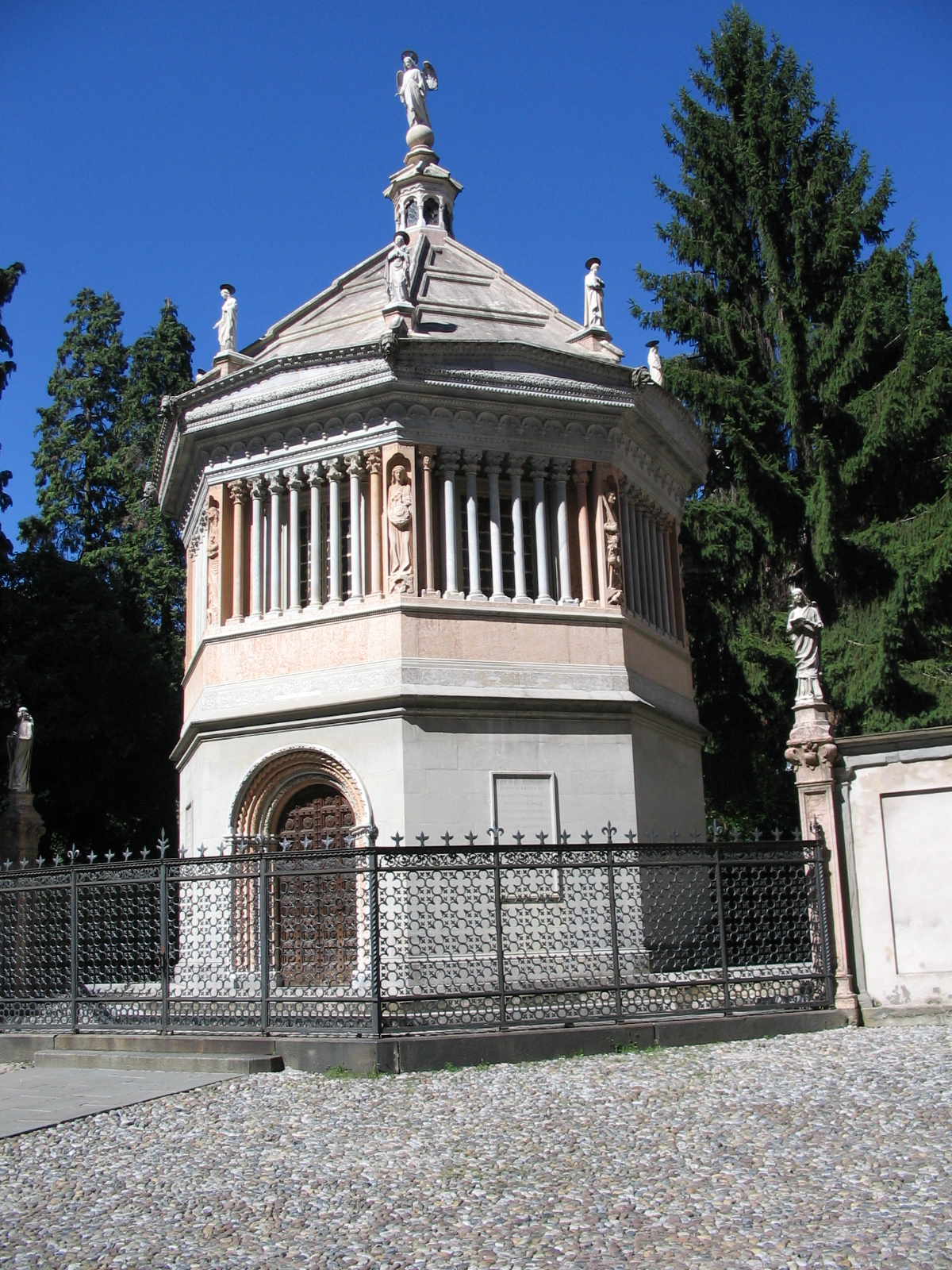
Le baptistère.

## Source
- (en) Cet article est partiellement ou en totalité issu de l’article de Wikipédia en anglais intitulé « Bergamo Cathedral » (voir la liste des auteurs).